# 송응성
송응성(宋應星, 1590년~1650년)은 장시(江西) 이춘시 펑신현(奉新縣) 사람으로, 향시(鄕試)에 합격한 후, 지방관으로서 왕조말(王朝末)의 농촌대책을 담당하였다. 『천공개물(天工開物)』 3권은 1637년에 완성했다. 천공 즉 자연의 힘을 기초로 인간의 기술이 새로운 것을 개발한다는 착상에서 농업을 비롯하여 당시의 산업을 거의 망라하고 도판(圖版)을 많이 넣어서 해설을 붙인 것이다. 이 책은 관찰·경험에 의한 실증(實證)으로 일관되어 있어 주목된다.

## 같이 보기
- 화약의 역사
- 농업의 역사